# Casa Natale di Leonardo
Leonardova rojstna hiša ali La casa natale di Leonardo je stavba v mestu Anchiano, 3 km od Vincija, v gričevnati pokrajini, ki je ostala podobna tisti, o kateri je Leonardo da Vinci razmišljal že od otroštva; z mestom ga povezuje Strada Verde, starodavna pot, ki se od Vincija vije skozi hribe in stoletne oljčne nasade Montalbano.
Rojstvo Leonarda da Vincija 15. aprila 1452 v tej kmečki hiši izpričuje starodavna tradicija, o čemer piše zgodovinar Emanuele Repetti. Hiša je bila del stavb, ki pripadajo vili del Ferrale, ki pripada družini Masetti.
22. junija 2012 se je po obnovi z dodatkom sodobne muzejske postavitve ponovno odprla za javnost..

## Zgodovina
Ta srednjeveška kmečka hiša v slogu casa colonica se nahaja v podeželskem okolju, na velikem območju gričev vinogradov Chianti (regija) (proizvajalec Chianti (DOP)) in oljčnih nasadov Monte Albano, Villa del Ferrale , seigniorije družine Masetti.

## Muzej
22. junija 2012 je bil ta simbolni kraj odnosa med umetnikom in njegovim mestom (in domnevno rojstno mesto), preoblikovan v didaktični prostor, po natančni obnovi zahvaljujoč pokroviteljstvu IBM-a Italija odprl svoja vrata javnosti. Posodobljeni muzejski kompleks vabi k boljšemu razumevanju zgodovine tega lika, njegovih intimnih povezav z Vincijem in ozemljem Montalbano, vira navdiha za številne krajinske risbe in Leonardove študije.